# Stig Nordlund
Stig Fjalar Nordlund, född 7 september 1920 i Oscars församling, Stockholm, död 22 april 2009 i Kungsholms församling, Stockholm, var en svensk jurist.
Stig Nordlund blev jur.kand. vid Stockholms högskola 1945. Han gjorde tingstjänstgöring 1945–1948 och blev därefter fiskal i Svea hovrätt 1948. Han blev tingssekreterare 1950, notarie i riksdagens tredje lagutskott 1954 och sakkunnig i Inrikesdepartementet 1955. Nordlund utnämndes assessor i Svea hovrätt 1956 och till hovrättsråd i Hovrätten för Västra Sverige 1963. Han blev chef för Inrikesdepartementets rättsavdelning 1958 och rättschef 1965.
Han var regeringsråd 1967–1987, från 1983 som ordförande på avdelning i Regeringsrätten. Som regeringsråd tjänstgjorde Stig Nordlund som ledamot i lagrådet 75-76 och som ordförande på avdelning i lagrådet 1987–1990.

## Utmärkelser
- Kommendör av första klass av Nordstjärneorden, 16 november 1970.[4]